# Pleso
Pleso je gradska četvrt u sastavu Grada Velike Gorice. Pleso je poznato po tome što je u neposrednoj blizini smještena Zračna luka „Franjo Tuđman”.
- Ploča na ulazu u gradsku četvrt
- Spomenik „Probijanje obruča” borcima NOVJ poginulim u NOB i diverzantskoj akciji Turopoljskog partizanskog odreda na aerodromima Pleso i Kurilovec 1943. godine, te oslobođenju Zagreba 8. svibnja 1945.. U pozadini se vidi kontrolni toranj zračne luke